# Петер Крюгер
Пе́тер Крю́гер (нім. Peter Crüger, пол. Piotr Krüger; 20 жовтня 1580 — 6 липня 1639) — німецький математик і астроном XVII століття, коперніканець і поет, учень Тихо Браге і Йоганна Кеплера. У своїх працях, написаних латиною, він підписувався як Crüger. Один з провідних астрономів того часу, учитель Яна Гевелія і Андреаса Ґріфіуса.
Крюгер опублікував трактати з багатьох наукових тем. Він зробив свій внесок у плоску і сферичну тригонометрію, географію і астрономію, а також в технологію астрономічних інструментів.

## Біографія і наукова діяльність
Крюгер народився у Кенігсберзі, Прусське герцогство, яке у ті роки входило до складу Польського королівства. У молодому віці осиротів. Здобував освіту в університетах Кенігсберга, Лейпцига і Віттенберга, завершивши навчання у 1606 році. Серед його учителів були Тихо Браге і Йоганн Кеплер. Згодом він перебрався до Данцига (тепер Гданськ), де всю решту життя працював професором поезії і математики в Данцизької академії.
Как філософ і поет, Крюгер підтримував тісні зв'язки з поетом Йоганном Плавіусом, який у своєму трактаті «Institutio Poetica» згадує Крюгера у вступному слові. Крюгер присвятив Плавіусу поетичний панегірик, що був опублікований у передмові до трактату Плавіуса «Praecepta logicia».
Під час Тридцятилітньої війни декілька сілезців переховувались у Данцигу від лих війни, серед них і Андреас Ґріфіус, у якого, коли той навчався в Данцизькій академії з 1634 по 1636 рік, Крюгер був наставником. Професори Крюгер і Могінґерт розповіли Гріфіусу про новий стиль німецькомовної поезії. Ґріфіус написав меморіальні вірші, коли в 1638 році померла дитина Крюгера. Кілька років до того Крюгер потоваришував з Мартіном Опіцем, «батьком німецької поезії», який також мешкав у Данцигу.
Крюгер першим видав окремі таблиці логарифмів для тригонометричних функцій і для чисел. В своєму трактаті «Використання логарифмічної тригонометрії» (Praxis Trigonoraetriae logarithmicae, Данциг, 1634), що був дуже популярним і двічі перевидавався (у 1648 та 1654 роках), Крюгер сформулював теорему косинусів у вигляді, зручному для обчислень з логарифмами.
У своїй праці «Prognostics» (1631) Крюгер підтримав геліоцентризм Коперника, присвятивши главу IV обговоренню питання, що обертається — Земля чи Сонце навколо Землі. За словами Крюгера, спостереження Галілея підтвердили теоретичні тези Коперника. Разом з тим Крюгер, спираючись на свої багатолітні спостереження комет, виступив проти (помилкового) твердження Галілея про те, що комети — це не космічні тіла, а оптичні явища в атмосфері Землі.
У 1627—1630 роках Крюгер навчав підлітка Яна Гевелія, який згодом став відомим астрономом. Гевелій із вдячністю згадував Крюгера у своїй праці «Machina coelestis».
Помер у 1639 році в Данцигу.

## Вшанування пам'яті
На честь науковця названо кратер Крюгер на видимому боці Місяця, що розташований на південний захід від Океану Бур.

## Основні праці
- Synopsis trigonometriae s. doctrinae triangulorum, 1612
- De hypothetico systemate coeli, 1615
- Logistica sexagenaria methodice conformata cum canone sexagenario omnibus numeris emendatissimo, 1616
- Kurtzer Bericht von dem grossen noch zur Zeit scheinenden Cometen, 1618
- Uranodromus cometicus, 1619
- Diatribe paschalis, 1625
- Cupediae astrosophiae, 1630
- Prognostics, 1631
- Praxis trigonometriae logarithmicae, 1634
- Doctrina astronomiae sphaerica, 1635